# Marcaltő
Marcaltő est un village et une commune du comitat de Veszprém en Hongrie.